# Aloe heybensis
Aloe heybensis är en grästrädsväxtart som beskrevs av John Jacob Lavranos. Aloe heybensis ingår i släktet Aloe och familjen grästrädsväxter. Inga underarter finns listade i Catalogue of Life.